# Kaba
För andra betydelser, se Kaba (olika betydelser).

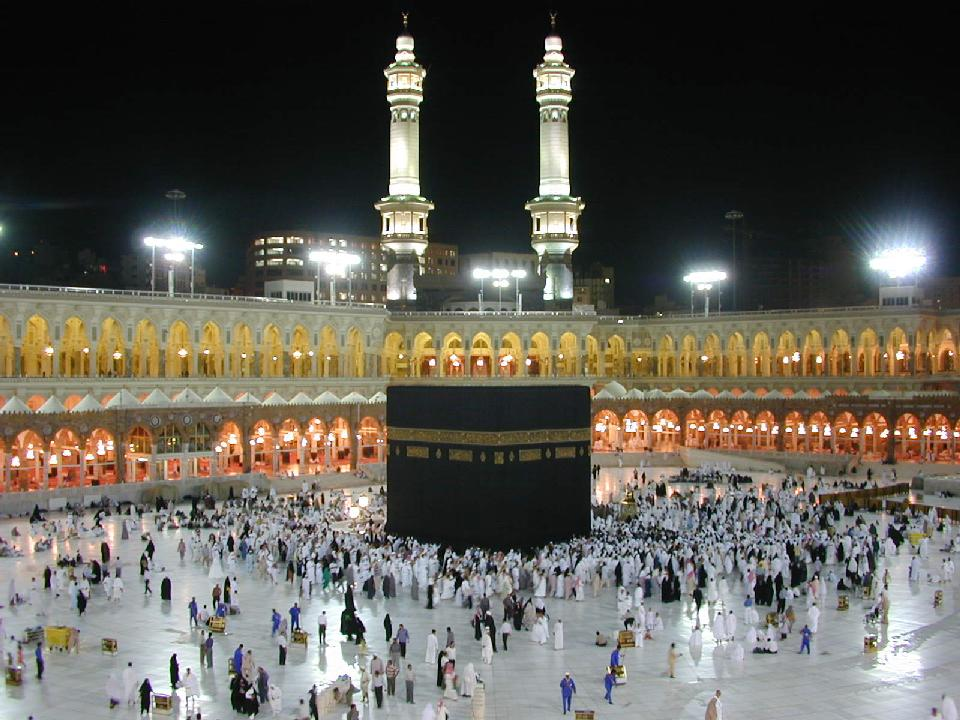
Kaba kvällstid med pilgrimer.

Plan över Kaba med dimensioner och innehåll.

Kaba (arabiska: اَلْكَعْبَة, al-Kaʿba, "kuben") är en byggnad som ligger i Mekka i Saudiarabien och är muslimernas viktigaste helgedom och islams heligaste plats tillsammans med al-Masjid an-Nabawi (profeten Muhammeds moské) i Medina i Saudiarabien och al-Aqsamoskén i Jerusalem. Anledningen är att den tros vara den första byggnaden ägnad åt dyrkan och tillbedjan av Gud. Muslimer runt om i världen ska vända sig mot Kaba när de ber. Denna böneriktning kallas qibla. Varje muslim bör om möjligt en gång under sitt liv delta i vallfärden (hajj) till Mekka och där gå sju varv moturs runt Kaba och helst röra eller kyssa den svarta stenen. Vallfärden är en av islams fem pelare.

## Byggnaden
Kaba är en stor rätblocksformad byggnad som står mitt på gården i moskén Masjid-ul-Haram ("den heliga moskén") i Mekka. Den är täckt av svart tyg med guldbroderad islamisk arabisk kalligrafi. Byggnaden är av mörkgrå sten, ungefär tolv meter lång, tio meter bred och femton meter hög (postamentet inräknat). Den enda dörren ligger med sin tröskel två meter över marken. På utsidan i dess ena hörn är den Svarta stenen inmurad. Den anses av religiösa muslimer vara en helig sten som skickats av Gud med änglar till Abraham för att lägga in i Kaba.

## Historia
Kabas historia är oklar och fylld av legender. Enligt dessa byggdes det ursprungliga Kaba av änglar vid världens skapelse och fördes ned till sin nuvarande, jordiska plats, men återvände till himlen vid syndafloden. Därefter återuppbyggdes den av Abraham och hans son Ismael.
Säkert är emellertid, att byggnaden alltifrån sin första grundläggning långt före Muhammeds tid, möjligen omkring början av första århundradet f. Kr., utgjort en gemensam helgedom för de hedniska araberna och särskilt för de stammar som bodde kring Mekka. Ständiga strider fördes mellan stammarna om Kabas herravälde, och stammen Qureish, vilken profeten Muhammed senare tillhörde, kom slutligen i besittning av den.
Inne i helgedomen fanns avgudabilder. Muhammed helgade Kaba åt "den ende sanne Guden" och rensade bort alla spår av "avgudadyrkan" från "okunnighetens tid" (jahiliya). Den urgamla hedniska stendyrkan som omnämns redan av Herodotos upptogs av Muhammed beträffande den svarta stenen och ålades pilgrimerna som en plikt. För övrigt spelar det inre Kaba alls ingen roll vid vallfartsceremonierna. Tillträde till Kabas inre ges i regel inte, förutom vid särskilda tillfällen. Efter profetens död började man småningom omge Kaba med den heliga moskén, som dock inte är någon vanlig moskébyggnad, utan en vidsträckt, öppen tempelgård.

## Galleri

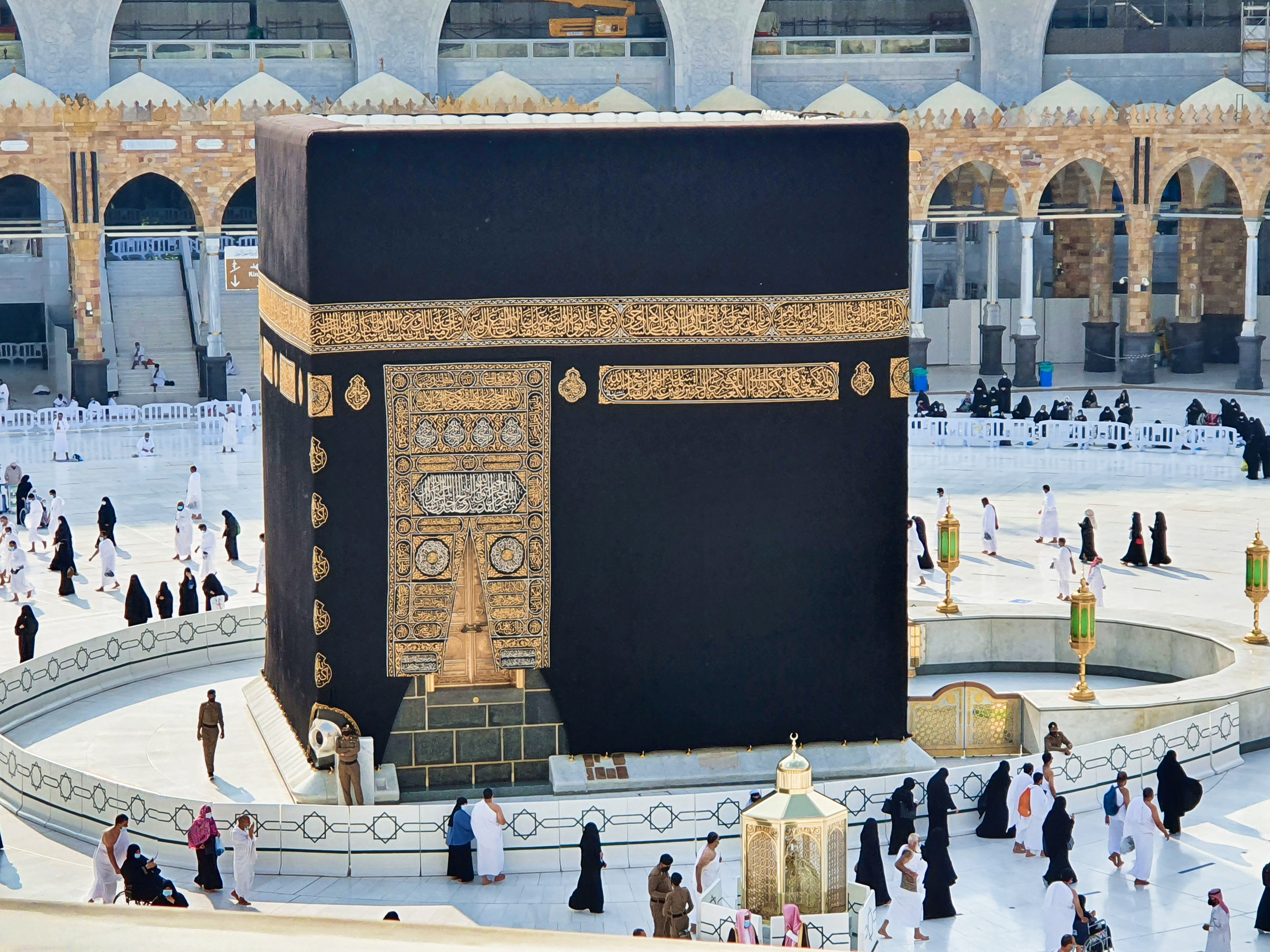
Kaba i december 2020.
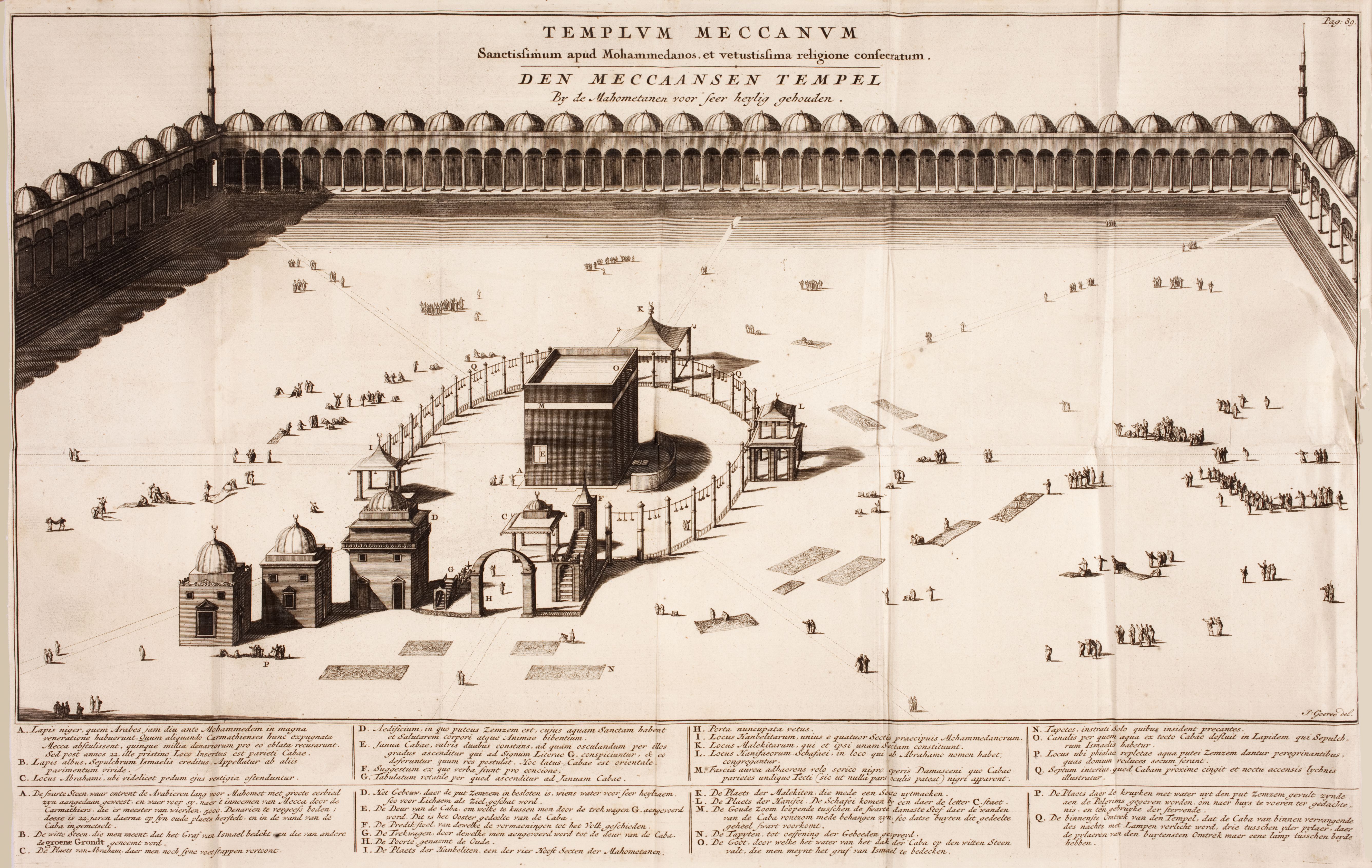
Utsikt över Kaba år 1718.
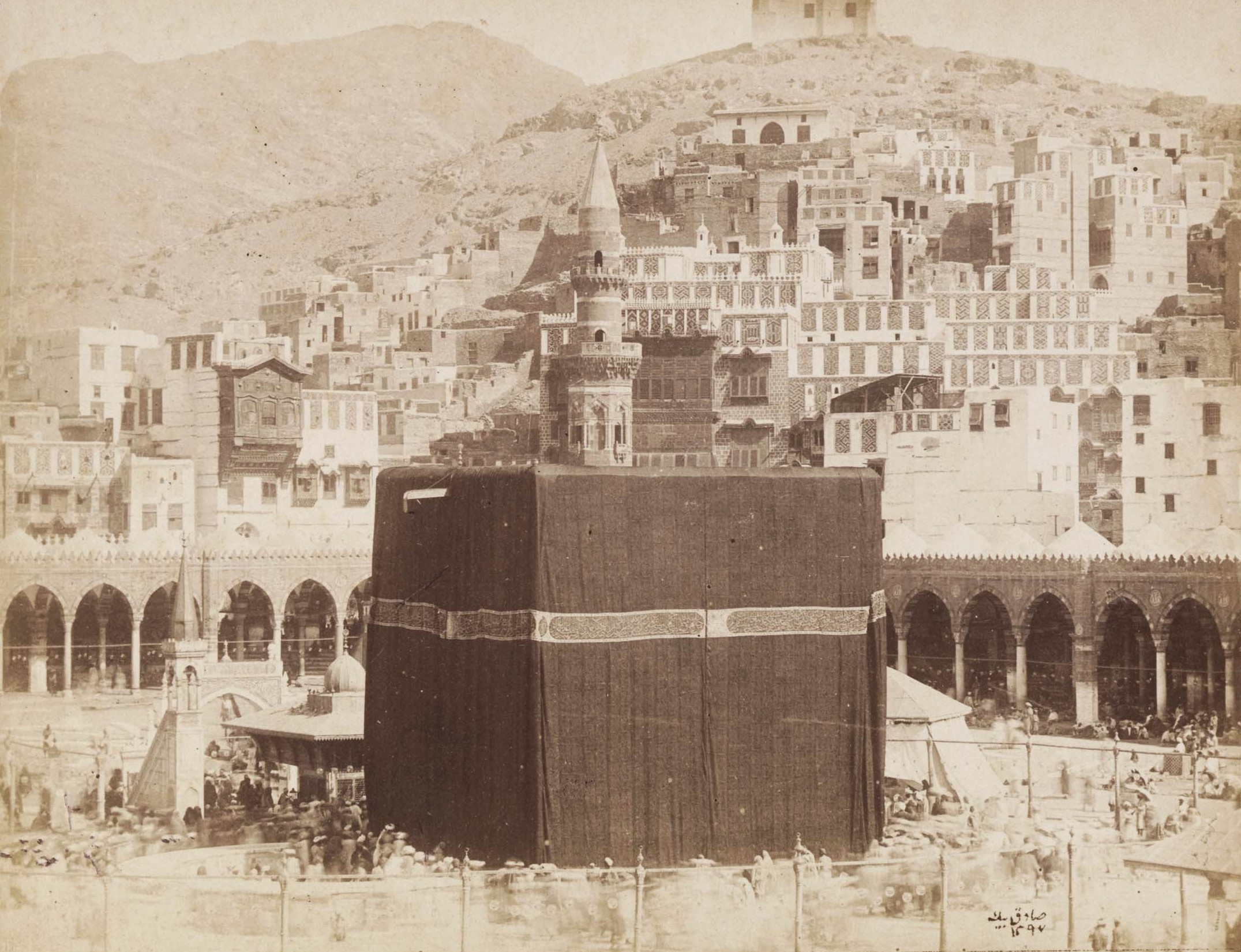
Fotograferat år 1880.
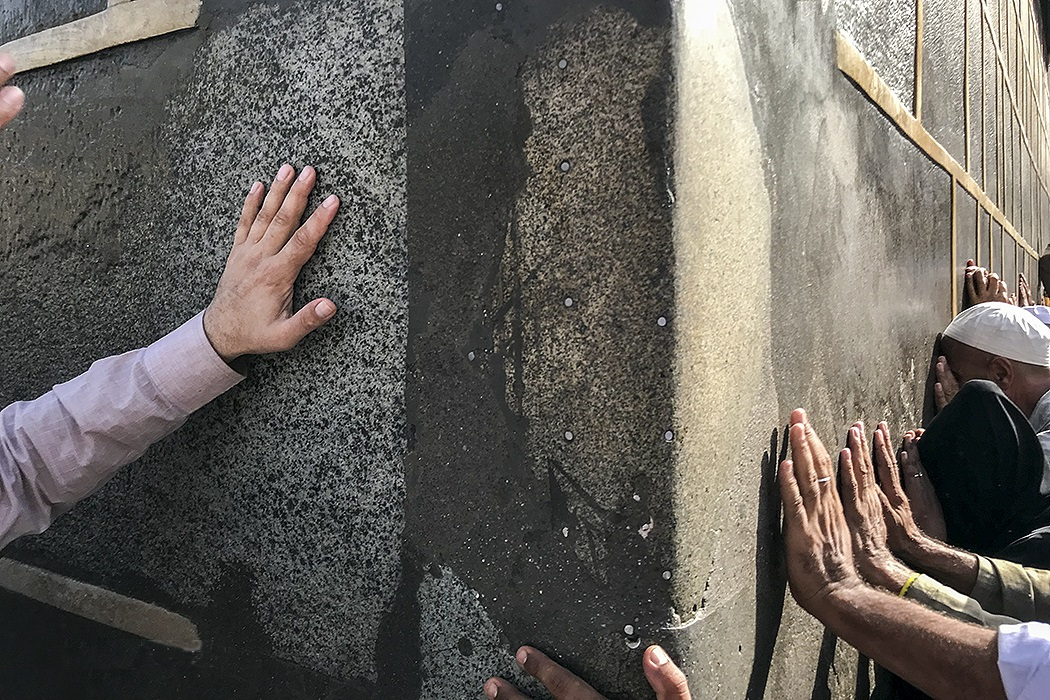
Rukn al-Yamani (Jemenitiska hörnet).
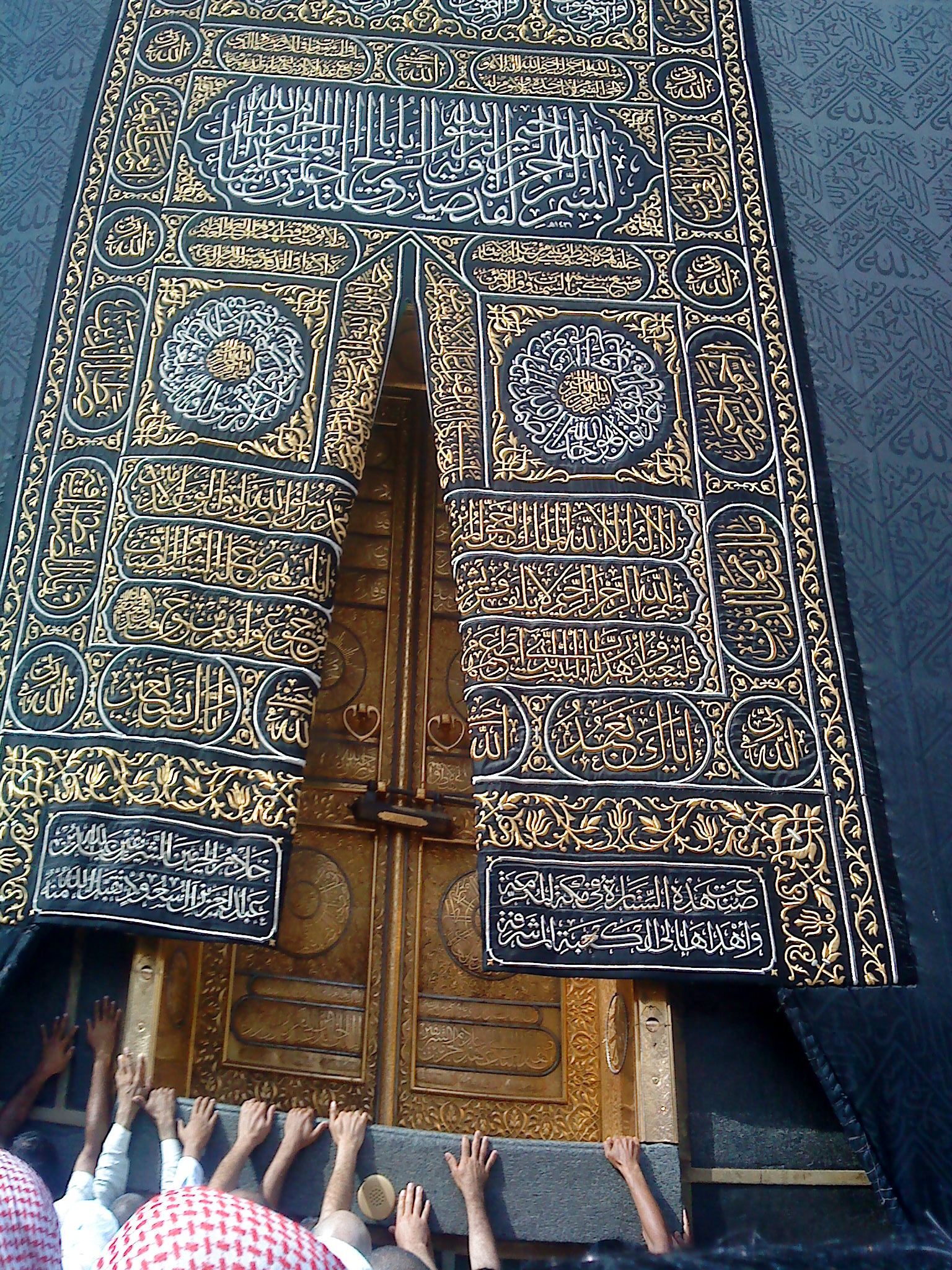
Kabas ingång.